# Canton Charge 2011-2012
La stagione 2011-12 dei Canton Charge fu l'11ª nella NBA D-League per la franchigia.
I Canton Charge arrivarono quarti nella Eastern Conference con un record di 27-23. Nei play-off vincero il primo turno con gli Springfield Armor (2-1), perdendo poi la semifinale con gli Austin Toros (2-1).

## Roster
| N° | Naz.                    | Ruolo | Sportivo         | Anno | Alt. | Peso |
| -- | ----------------------- | ----- | ---------------- | ---- | ---- | ---- |
| 4  | Stati Uniti (bandiera)  | G     | Eric Hayes       | 1987 | 193  | 82   |
| 9  | Stati Uniti (bandiera)  | A     | Jonathan Blake   | 1987 | 201  | 86   |
| 9  | Stati Uniti (bandiera)  | G     | Manny Harris     | 1989 | 196  | 84   |
| 10 | Stati Uniti (bandiera)  | G     | T.J. Campbell    | 1988 | 175  | 86   |
| 11 | Stati Uniti (bandiera)  | GA    | Alan Anderson    | 1982 | 198  | 100  |
| 11 | Stati Uniti (bandiera)  | G     | Keith McLeod     | 1979 | 188  | 86   |
| 14 | Stati Uniti (bandiera)  | GA    | Kyle Gibson      | 1987 | 196  | 93   |
| 14 | Stati Uniti (bandiera)  | GA    | Anthony Newell   | 1986 | 196  | 93   |
| 15 | Stati Uniti (bandiera)  | A     | Marcus Relphorde | 1988 | 201  | 100  |
| 15 | Stati Uniti (bandiera)  | A     | Terrance Thomas  | 1980 | 198  | 104  |
| 17 | Stati Uniti (bandiera)  | G     | Antoine Agudio   | 1985 | 191  | 84   |
| 18 | Nigeria (bandiera)      | G     | Josh Akognon     | 1986 | 180  | 84   |
| 18 | RD del Congo (bandiera) | GA    | Christian Eyenga | 1989 | 201  | 95   |
| 18 | Stati Uniti (bandiera)  | GA    | Tyrone Kent      | 1986 | 196  | 95   |
| 21 | Stati Uniti (bandiera)  | AC    | Dante Milligan   | 1984 | 206  | 98   |
| 22 | Stati Uniti (bandiera)  | G     | Antonio Graves   | 1985 | 191  | 86   |
| 22 | Stati Uniti (bandiera)  | G     | Travis Walton    | 1987 | 188  | 86   |
| 24 | Stati Uniti (bandiera)  | A     | Travis Franklin  | 1988 | 201  | 98   |
| 24 | Stati Uniti (bandiera)  | GA    | Quinton Ross     | 1981 | 198  | 88   |
| 32 | Stati Uniti (bandiera)  | A     | Tyrell Biggs     | 1986 | 203  | 109  |
| 33 | Stati Uniti (bandiera)  | A     | Frank Hassell    | 1988 | 203  | 107  |
| 33 | Stati Uniti (bandiera)  | G     | Harry Marshall   | 1988 | 183  | 86   |
| 34 | Stati Uniti (bandiera)  | A     | Shane Edwards    | 1987 | 201  | 99   |
| 34 | Stati Uniti (bandiera)  | GA    | Trent Strickland | 1984 | 196  | 98   |
| 44 | Stati Uniti (bandiera)  | A     | Luke Harangody   | 1988 | 201  | 111  |

## Staff tecnico
- Allenatore: Alex Jensen
- Vice-allenatori: Ira Newble, Thomas Scott